# Tom Felton
Thomas Andrew (Tom) Felton (Kensington, 22 september 1987) is een Engels acteur en musicus. Hij is vooral beroemd geworden door zijn rol als Draco Malfidus (Malfoy) in de Harry Potter-filmserie. Felton begon zijn carrière in reclames toen hij acht jaar was. Toen hij tien werd, begon hij met spelen in films, zoals in The Borrowers en Anna and the King. Toen hij gecast was voor de rol van Draco Malfidus, verscheen hij in alle acht de Harry Potterfilms. Voor zijn rol in Harry Potter and the Half-Blood Prince en Harry Potter and the Deathly Hallows - Part 1 won Felton een MTV Movie Award voor beste schurk.

## Vroege leven
Felton werd geboren in Kensington, Londen, als zoon van Sharon Felton-Anstey en Peter Felton. Felton is de jongste van vier broers en woonde met zijn familie in Surrey. Hij was in vier zangkoren actief, beginnend op zijn zevende in een kerkkoor. Felton ging tot zijn dertiende naar school op West Horsley's Cranmore School. Daarna ging hij naar Howard Effingham School, in Surrey.

## Carrière

### Vroege carrière
Felton begon met acteren in commercials door het winnen van een rol in een commercial. Uit meer dan 400 jonge acteurs werd Felton gekozen. Een rol bracht Felton naar Times Square in New York, om een productie te maken voor Commercial Union. Later deed Felton rollen voor Barclaycard. In 1995 sprak Felton de stem in van James in de televisieserie Bugs en speelde zijn eerste film in 1997, in de rol van Peagreen Clock in Peter Hewitts film The Borrowers. Felton speelde Thomas Ingham naast Clive Owen in de film Second Sight in 1999. Feltons rol als Louis T. Leonownes in de film Anna and the King, met Jodie Foster, werd ook gefilmd in 1999. Felton maakte ook zijn opwachting in de aflevering 'Hide and Seek' van Second Sight 2 in 2000.

### 2000-heden
In de herfst van 2001 werd Felton internationaal bekend als Draco Malfidus, de pestkop, vijand en antagonist van Harry Potter in Harry Potter and the Philosopher's Stone. In plaats van een auditie voor Draco Malfidus, deed Felton eerst auditie voor de rol van Harry Potter en Ron Wemel. Van de vier jonge acteurs die de hoofdrollen kregen, had Felton de meeste filmervaring. Na de audities vulde Feltons schema zich met het filmen van de eerste vier Harry Potterfilms, premières en het bijdragen aan artikelen en interviews. Hij kreeg ook de Disney Channel's Kids Award in 2003.
Felton richtte de Official Tom Felton Fan Club op in 2004. Er was zo'n grote belangstelling voor deze fanclub dat Felton tijdelijk besloot het aantal leden een halt toe te roepen.
Na het filmen van Harry Potter and the Goblet of Fire had Felton een gastoptreden in Home Farm Twins in 2005. Daarin speelde hij de rol van Adam Baker in een korte serie. In november 2005 nomineerden Rupert Grint en Felton Liz Carnell met de Daily Mirror's Pride of Britain Award voor al haar werk om te wijzen op de gevaren van pesten. Felton werkte aan Harry Potter and the Order of the Phoenix in 2006.
Felton verscheen ook in Harry Potter and the Half-Blood Prince. Op de vraag of hij in de toekomst misschien een rol als 'good guy' zou spelen antwoordde Felton: "Nee. Nou, ik weet het niet. Ik denk dat ik blij ben met wat Malfidus is. Maar na de Potterfilms kijk ik graag vooruit om een 'good guy' te spelen of iets anders, iemand die niet zo hatelijk is.". Felton speelde het personage Simon in de horror/thrillerfilm The Disappeared in 2008.
Felton plaatste vijf muziekvideo's op YouTube onder het account "Feltbeats". Negen liedjes zijn her-opgenomen en zijn nu beschikbaar in iTunes: "Time Well Spent," "Time Isn't Healing", "One of These Days", "Under Stars," "Right Place, Right Time," "In My Arms," "All I Need," and "I'll Be There" samen met het instrumentale "Silhouettes in Sunsets." Felton nam ook een album op, dat beschikbaar is via iTunes en Amazon.com, het zogeheten "In Good Hands". Het bevat zes liedjes: "If You Could Be Anywhere", "We Belong", "When Angels Come", "Convinced", "Father of Mine", and "If Thats Alright With You".
In 2010 lanceerde Felton zijn liedje "Hawaii" exclusief op www.sixstringproductions.com/store.aspx, een onafhankelijk label gerund door Felton, David Proffitt en Philip Haydn-Slater.
In september 2008 speelde Felton voor de England side in Soccer aid 2008.
In juni 2009 maakte hij zijn optreden in de comedy show 8 out of 10 Cats.
In november 2010 kwam de film White Other uit, waarin Felton de hoofdrol van Ray Marsden speelde. In deze film speelt Imelda Staunton, die de rol van Dorothea Omber in de films Harry Potter and the Order of the Phoenix en Harry Potter and the Deathly Hallows - Part 1 speelde, de andere hoofdrol.
In Get Him to the Greek had Felton een gastrol. Deze film kwam uit op 4 juni 2010. In februari 2010 werd Felton gecast in de thriller The Apparition. In 2011 speelde hij de rol van (de mens) Dodge Landon in de sciencefictionfilm Rise of the Planet of the Apes.
Op 18 maart 2011 verscheen Felton in een comedy sketch op de Red Nose Day 2011, naast James Corden, Rupert Grint, George Michael, Justin Bieber, Paul McCartney, Ringo Starr, Gordon Brown, professor Robert Winston en Keira Knightley.

## Privé
In 2003 zetten Felton en zijn broer Chris zich samen met Joe Babitt, het St. Lawrence County Angler's Association, de New York State Department of Environmental Conservation, de Kamer van Koophandel en diverse groeperingen en organisaties in om een World Junior Carp Tournament op te zetten. Hierin kunnen kinderen in de leeftijd van elf tot achttien in een familievriendelijk milieu aan competitievissen doen.
Feltons favoriete hobby is vissen. Naast vissen houdt hij ook van andere sporten, zoals cricket, basketbal, voetbal, rolschaatsen, golfen, paardrijden en tennis. Zijn favoriete vakantiebestemming zijn de Verenigde Staten. Zijn favoriete slechterik in films is Alan Rickman in Robin Hood: Prince of Thieves. Rickman speelt de rol van Severus Sneep in de Potterfilms. Feltons favoriete personages in de Harry Potterreeks zijn Gladianus Smalhart en Lucius Malfidus, Draco's vader. Felton zei dat als hij een ander personage in de film zou moeten spelen, dat hij Lucius Malfidus zou spelen, of zelfs Voldemort. Op de vraag in welke afdeling Felton geplaatst zou willen worden, gaf Felton te kennen dat dit waarschijnlijk Zwadderich zou zijn.

## Prijzen
| Jaar | Prijs              | Categorie                                                  | Genomineerd werk                              | Resultaat   |
| ---- | ------------------ | ---------------------------------------------------------- | --------------------------------------------- | ----------- |
| 2001 | Young Artist Award | Best Ensemble in a Feature Film                            | Harry Potter and the Philosopher's Stone      | Genomineerd |
| 2001 | Young Artist Award | Best Performance in a Feature Film: Supporting Young Actor | Harry Potter and the Philosopher's Stone      | Genomineerd |
| 2010 | MTV Movie Award    | Beste slechterik                                           | Harry Potter and the Half-Blood Prince        | Gewonnen    |
| 2011 | MTV Movie Award    | Beste slechterik                                           | Harry Potter and the Deathly Hallows - Part 1 | Gewonnen    |
| 2011 | Teen Choice Award  | Choice Movie Villain                                       | Harry Potter and the Deathly Hallows - Part 1 | Genomineerd |